# 四大英國鐵路公司
四大英國鐵路公司是指1923年至1947年期間，英國4家著名的鐵路運輸公司，分別為大西部鐵路、倫敦米德蘭和蘇格蘭鐵路、倫敦和東北部鐵路、南部鐵路公司。